# Adolfo Bolívar
Adolfo Martín Bolívar Talledo (Lima, 22 de junio de 1972) es un presentador, locutor y comunicador peruano, que ha desarrollado a lo largo de su trayectoria en la conducción de programas de televisión y radio en su país.  
Dentro de su trayectoria televisiva y radial, se ha destacado por haber sido el presentador del espacio radial Chino y Adolfo de la emisora Studio 92 junto al locutor Eduardo «Chino» Toguchi, durante el periodo 1999-2019. 

## Biografía
Nació el 22 de junio de 1972 en Lima, bajo el nombre de Adolfo Martín Bolívar Talledo.[cita requerida] Comenzó su carrera televisiva en el año 2000, asumiendo la coconducción del magacín Para todos para el extinto canal Austral Televisión, compartiendo roles junto a Beto Ortiz, Bruno Pinasco y Andrea Montenegro. Seguidamente, fue presentador del programa radial Los TTT: Los tres tristes tigres.
Bolívar ganó reconocimiento en la radio peruana en la conducción del programa radial Chino y Adolfo en la emisora Studio 92 junto al locutor Eduardo «Chino» Toguchi a partir de 1999, cuya sinopsis es del formato cómico-informativo, permaneciendo por varias temporadas consecutivas en la radio, hasta la cancelación en el año 2019.
En el año 2008, participó con Toguchi en el elenco principal del programa cómico Damián y el Toyo para el canal Panamericana Televisión. A lo paralelo, fue parte del área de prensa del late show peruano La noche es mía a partir de 2011, desempeñándose en el rol de reportero de las notas del dicho programa, bajo la tutela de la periodista Bibiana Melzi.
En el año 2016, fue presentado como reportero de ATV noticias, donde ganó popularidad por realizar segmentos en los que el reportero hacía «experimentos sociales». En 2019, se casó civilmente con la venezolana Diana Santander, dentro de una celebración en privado. Al año siguiente, fue conductor del espacio radial Enredados en Radio Capital. Durante su estadía, ganó notoriedad por su crítica al reality show Esto es guerra de América Televisión.
En el año 2020, vuelve a trabajar con Toguchi para el desarrollo del espacio radial Mal elemento en Radio Oxígeno. A partir de 2021 se renombra el programa bajo el nombre de Traffic show, en emisión hasta la actualidad, manteniendo el mismo formato de Chino y Adolfo.[cita requerida]  Adicionalmente, condujo el programa web Chino y Adolfo para la plataforma YouTube.[cita requerida]
En el año 2021, fue presentador y reportero del formato temporal La ruta electoral por Latina Televisión, durante las elecciones presidenciales de Perú de ese año. Durante esa época, presta su colaboración para los reportajes de los noticieros 90 segundos (2011-2021) y Latina noticias (desde 2021).
Se desempeña como disc-jockey de sanación musical, sin dejar de lado a su faceta televisiva. En el año 2024, participó en el festival Vinyland Fest Vol. 3, junto al actor László Kovács.
En el año 2024, asuma la conducción del programa televisivo Quinua y emoliente para el mismo canal, en dupla con la periodista Sebastián Martín (que hasta 2025 fue Alicia Retto), bajo el formato de podcast, permaneciendo la actualidad y manteniendo hasta la actualidad. Al año siguiente, inicia su participación en el reality culinario El gran chef famosos, junto a su hijo menor Alessandro Bolívar.

## Créditos

### Radio
- Chino y Adolfo (Studio 92; 1999-2019), presentador y locutor.
- Los TTT, presentador y locutor.
- Enredados (Radio Capital; 2020), presentador y locutor.
- Mal elemento (Radio Oxígeno; 2020-2021), presentador y locutor.
- Traffic show (Radio Oxígeno; desde 2021), presentador y locutor.

### Televisión
- Para todos (Austral Televisión; 2000), copresentador.
- Damián y el Toyo (Panamericana; 2008), parte del elenco.
- La noche es mía (Latina Televisión; 2011-2016), reportero y parte del área de prensa.
- 90 segundos (Latina Televisión; 2011-2016, 2018-2021), reportero.
- ATV noticias (Andina de Televisión; 2016-2017), reportero.
- Latina noticias (Latina Televisión; desde 2021), reportero.
- La ruta electoral (Latina Televisión; 2021), presentador y reportero.
- Quinua y emoliente (Latina Televisión; desde 2024), presentador.
- El gran chef famosos (Latina Televisión; 2025), participante de la duodécima temporada.